# 野塚トンネル
野塚トンネル（のづかトンネル）は、北海道広尾町字上豊似と浦河町上杵臼を結ぶ国道236号のトンネルである。
全長4,232m。
開通以来北海道で一番長い道路トンネルだったが、国道336号のえりも黄金トンネル（全長4,941m）が2011年2月2日に、また道東自動車道の穂別トンネル（全長4,320m）が同年10月29日に開通（トンネルとしての貫通は2010年）、そして2015年3月29日に道東自動車道の新釧勝トンネル（全長4,460m）が開通したため、北海道で4番目の長さの道路トンネルとなった。

## 開通まで
かつて、十勝から日高まで行くためには、国道336号を通る必要があった。しかし、えりも経由のコースは大きく迂回するルートになる上、黄金道路は土砂崩れや波浪により通行止めになるため、新たな迂回路を作ることが求められていた。
戦前にも迂回路を作ることが検討されていたが、第二次世界大戦が激しくなったこともあり中止している。その後、野塚岳の直下に広尾と浦河を結ぶトンネルを作ることになり、1979年に工事を開始した。日高山脈を横断して作られたため工事は困難を極めたが、1990年に貫通し、1997年9月23日に騎馬隊による渡り初めが行われ（後述）、2日後の9月25日に国道236号が全線開通した。渡り初めは騎馬隊によって行われたが、歩道がないので、歩行者や自転車の通行には注意を要する。
このトンネルを通る路線バスは、高速ひろおサンタ号のみである。
また浦河側の入口の前に、翠明橋公園があり、隠れ名水として地元では有名である。

## 天馬街道
トンネルを含む広尾町から浦河町までの区間は天馬街道と呼ばれる。この呼称は帯広市の公務員の男性（当時）が考えたもので、本人によると「日高のサラブレッドと十勝のドサンコが出合い、ともに空高く舞う」というイメージから命名したという。

## イベント
- 開通直前の1997年9月23日、40騎の騎馬隊による渡り初めが行われた。これは、谷川弘一郎浦河町長の発案によるもので浦河側から30騎、広尾側から10騎が参加した。
- 2005年9月17日に行われたツール・ド・北海道第3ステージで、このトンネルが使用された[4]。

## 設備

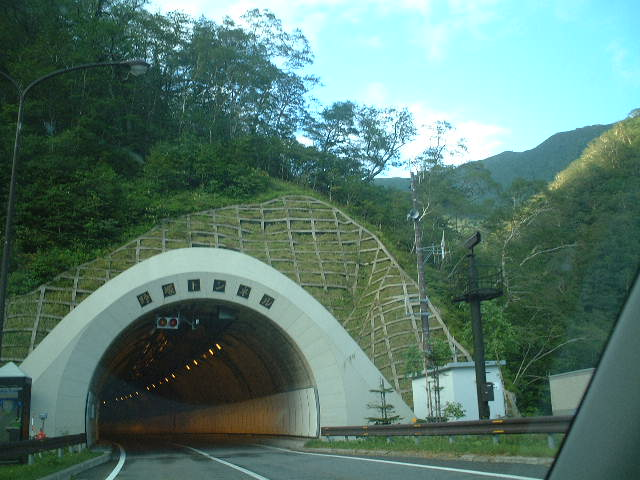
野塚トンネル（十勝側）

- 非常電話
- ラジオ放送